# Wrestle Grand Slam in MetLife Dome
Wrestle Grand Slam in MetLife Dome fue un evento de lucha libre profesional producido por la empresa New Japan Pro-Wrestling (NJPW), que tuvo lugar el 4 y 5 de septiembre de 2021 desde el Domo de Seibu en la ciudad de Saitama, Japón.

## Producción
Este evento fue anunciado como reemplazo del cancelado evento Wrestle Grand Slam que iba tener lugar en el Yokohama Stadium. Esto marca la primera vez que NJPW realiza un evento en el Domo de Seibu desde la final del torneo G1 Climax 24.

## Resultados

### Día 1: 4 de septiembre
En paréntesis se indica el tiempo de cada combate:
- Pre-Show: Queen’s Quest (Saya Kamitani & Momo Watanabe) derrotaron a Lady C y Maika (12:02).
  - Kamitani cubrió a Lady C después de un «Phoenix Splash».
- Tiger Mask IV y Robbie Eagles derrotaron a Los Ingobernables de Japón (BUSHI & Hiromu Takahashi) (11:40).
  - Eagles forzó a BUSHI a rendirse con un «Ron Miller Special».
- SHO derrotó a YOH (24:41).
  - El árbitro declaró a SHO como el ganador al decretar que YOH no podía continuar por quedar inconsciente.
  - Después de la lucha, SHO celebró con Evil, Dick Togo y Yujiro Takahashi, y se unió al Bullet Club.
- Toru Yano derrotó a Chase Owens en un No Disqualification "I Quit" Match y ganó el Campeonato KOPW 2021 (28:03).
  - Yano forzó a Owens a decir "I Quit" al atacarlo con unas tijeras mientras estaba esposado en las cuerdas del ring.
- Jeff Cobb (con Great-O-Khan) derrotó a Kazuchika Okada (27:41).
  - Cobb cubrió a Okada después de un «Tour of the Islands».
- Hiroshi Tanahashi derrotó a Kota Ibushi y retuvo el Campeonato Peso Pesado de los Estados Unidos de la IWGP (17:47).
  - Tanahashi cubrió a Ibushi después de un «High Fly Flow».

### Día 2: 5 de septiembre
En paréntesis se indica el tiempo de cada combate:
- Pre-Show: Donna Del Mondo (Giulia & Syuri) derrotaron a Queen’s Quest (Saya Kamitani & Momo Watanabe) (11:31).
  - Syuri forzó a Kamitani a rendirse con un «Byakko».
  - El Campeonato de las Diosas de Stardom de Giulia & Syuri no estaba en juego.
- United Empire (Great-O-Khan & Jeff Cobb) derrotaron a CHAOS (Tomohiro Ishii & Kazuchika Okada) (12:45).
  - O-Khan cubrió a Ishii después de un «Eliminator».
- Suzuki-gun (El Desperado & Yoshinobu Kanemaru) derrotaron a BULLET CLUB's Cutest Tag Team (El Phantasmo & Taiji Ishimori) y ganaron el Campeonato en Parejas Peso Pesado Junior de la IWGP (20:28).
  - El Desperado cubrió a El Phantasmo después de un «Pinche Loco».
- Dangerous Tekkers (Taichi & Zack Sabre Jr.) derrotaron a Los Ingobernables de Japón (SANADA & Tetsuya Naito) y CHAOS (Hirooki Goto & Yoshi-Hashi) y retuvieron el Campeonato en Parejas de la IWGP (26:43).
  - Taichi cubrió a Yoshi-Hashi después de un «Black Mephisto».
- Robbie Eagles derrotó a Hiromu Takahashi y retuvo el Campeonato Peso Pesado Junior de la IWGP (24:07).
  - Eagles forzó a Takahashi a rendirse con un «Ron Miller Special».
- Shingo Takagi derrotó a EVIL (con Dick Togo, Yujiro Takahashi y SHO) y retuvo el Campeonato Mundial Peso Pesado de la IWGP (30:20).
  - Takagi cubrió a EVIL después de un «Last of the Dragon».
  - Durante la lucha, Togo, Takahashi y SHO interfirieron a favor de EVIL, mientras que BUSHI, SANADA y Tetsuya Naito interfirieron a favor de Takagi.